# Келецкий повет
Келецкий повет (пол. Powiat kielecki) — повет (район) в Польше, входит как административная единица в Свентокшиское воеводство. Центр повета — город Кельце (в состав повета не входит). Занимает площадь 2247,45 км². Население — 208 239 человек (на 30 июня 2015 года).

## Административное деление
- города: Бодзентын, Хенцины, Хмельник, Далешице
- городско-сельские гмины: Гмина Бодзентын, Гмина Хенцины, Гмина Хмельник, Гмина Далешице, Гмина Нова-Слупя, Гмина Пежхница
- сельские гмины: Гмина Белины, Гмина Гурно, Гмина Лагув, Гмина Лопушно, Гмина Маслув, Гмина Медзяна-Гура, Гмина Мнюв, Гмина Моравица, Гмина Пекошув, Гмина Ракув, Гмина Ситкувка-Новины, Гмина Стравчин, Гмина Загнаньск

## Демография
Население повета дано на 30 июня 2016 года.
| Перепись            | Всего   | Мужчины | Женщины |
| ------------------- | ------- | ------- | ------- |
|                     | чел.    | чел.    | чел.    |
| Всего               | 208 798 | 103 945 | 104 294 |
| Городское население | 13 415  | 6611    | 6804    |
| Сельское население  | 195 383 | 97 566  | 97 817  |